# Chete
Chete ist eine "Safari Area" am Kariba-Stausee westlich von Siabuwa in Simbabwe.